# Кухестані-є-Талеш
Кухестані-є-Талеш (перс. کوهستانی تالش) — дегестан в Ірані, в Центральному бахші, в шагрестані Талеш остану Ґілян. За даними перепису 2006 року, його населення становило 6479 осіб, які проживали у складі 1512 сімей.

## Населені пункти
До складу дегестану входять такі населені пункти:
- Ава
- Ак-Улар
- Асбу-Сара
- Балваре-Пошт
- Баре-Пошт
- Баск
- Більябін
- Біябанд
- Ване-Хуні
- Візадешт
- Гуді
- Дізґах
- Дуле-Сар
- Зарбіль
- Кабудмехр
- Калье-Бін
- Калье-За
- Калье-Чал
- Касем-Джан
- Каштамі
- Куляне
- Лавадег
- Ламір
- Ланбе
- Лір
- Лор
- Лурун
- Макаш
- Мар'ян
- Масалакух
- Машін-Хане
- Мордван
- Наван
- Нема-Гуні
- Поште-Гір
- Разе
- Расмаджі
- Сале-Юрді
- Сардаб-Хане-Пошт
- Сіґ-Чал
- Сіле-Вашт
- Сіле-Сар
- Сінагуні
- Сіяпошт
- Танґаб
- Тан-Дабін
- Туль-Ґілян
- Хасан-Даєрман